# كوهي فوجيتا
كوهي فوجيتا (باليابانية: 藤田 浩平) (19 يونيو 1989 في هيوغو في اليابان – )؛ هو لاعب كرة قدم ياباني سابق كان يلعب كلاعب وسط.

## وصلات خارجية
- كوهي فوجيتا على موقع رابطة كرة القدم اليابانية للمحترفين (اليابانية)
- كوهي فوجيتا على موقع قاعدة بيانات كرة القدم.إي يو (الإنجليزية)
- كوهي فوجيتا على موقع Soccerway.com (الإنجليزية)
- كوهي فوجيتا على موقع عالم كرة القدم.نت (الإنجليزية)